# 喀拉業山
喀拉業山，又稱加留坪山，為台灣雪山山脈北段主脊的知名山峰，標高3,133公尺，台灣百岳排名第84，位於宜蘭縣大同鄉南山村與新竹縣尖石鄉玉峰村之間，雪霸國家公園東部。位於雪山北東稜，是雪山山脈北自鼻頭角以降第一座超過3,000公尺的山巒，峰頭不顯，山頂寬平，設有二等1549號三角點。喀拉業山西南接連桃山，再轉往西連接池有山、品田山，合稱為武陵四秀，喀拉業山為當中最低矮偏遠者。

## 名由
喀拉業山為溪頭群泰雅族匹亞南部落群傳統共同獵場，賽考利克泰雅語稱為，意為亂石地（舊式拼寫為），日治時以日文漢字「 Karuhei」近音轉寫；漢語「喀拉業」亦為泰雅語音譯而來。喀拉業山也為馬里光流域群（Mrqwang）傳統領域南側邊界，族人稱為。:185

## 攀登路線
可由武陵農場往桃山瀑布岔路經過桃山再登上喀拉業山。

## 外部連結
- 大霸/聖稜線段（页面存档备份，存于） - 國家步道系統
- 中華民國協會 - 最初為「台灣山岳會」
- 雪霸聖稜線
- 聖稜線 （页面存档备份，存于） - 聖稜線步道稜脈圖 （页面存档备份，存于）
- 聖稜線 - 連峰照片
- 雪山山脈的聖稜、南稜與西南稜線 - 連峰照片
- 山情點滴─山與人的故事（页面存档备份，存于）